# Lissabon-Strategie
Die Lissabon-Strategie (auch -Prozess, -Agenda, -Ziele) war ein auf einem Sondergipfel der europäischen Staats- und Regierungschefs im März 2000 in Lissabon verabschiedetes Programm, das zum Ziel hatte, die Europäische Union innerhalb von zehn Jahren, also bis 2010, zum wettbewerbsfähigsten und dynamischsten wissensgestützten Wirtschaftsraum der Welt zu machen. Das Nachfolgeprogramm ist als „Europa 2020“ bekannt.

## Ziele und Strategie
Das Ziel der Lissabon-Strategie besteht darin, die Wettbewerbsfähigkeit der Europäischen Union zu erhöhen. Das Bestreben ist daher, die Produktivität und Innovationsgeschwindigkeit in der EU durch verschiedene politische Maßnahmen zu erhöhen. Als Messlatte dienten die Konkurrenten Japan und besonders die USA. Mit dieser Strategie wollte die EU „im Rahmen des globalen Ziels der nachhaltigen Entwicklung ein Vorbild für den wirtschaftlichen, sozialen und ökologischen Fortschritt in der Welt sein“.
Hauptfelder dieses Programms sind wirtschaftliche, soziale und ökologische Erneuerung und Nachhaltigkeit in den Bereichen:
- Innovation als Motor für Wirtschaftswachstum (basierend auf Joseph Schumpeter)
- „Wissensgesellschaft“
- soziale Kohäsion und Umweltschutz

Zur Umsetzung der Ziele im sozialpolitischen Bereich nahm der Europäische Rat in Nizza im Dezember 2000 die Europäische Sozialagenda an.
Der Zwischenbericht 2004 unter Federführung des ehemaligen niederländischen Premierministers Wim Kok führte diesen Vergleich mit den USA im Einzelnen durch.
Kok kritisierte: „Die Europäische Union läuft Gefahr, ihr ehrgeiziges Ziel zu verfehlen, bis 2010 zum wettbewerbsfähigsten und dynamischsten Wirtschaftsraum in der Welt zu werden, der fähig ist, ein dauerhaftes Wirtschaftswachstum mit mehr und besseren Arbeitsplätzen und einem größeren sozialen Zusammenhalt zu erzielen“, und fordert verstärkte, koordinierte Reformanstrengungen.
Bei seinem Treffen am 22./23. März 2005 bekräftigte der Europäische Rat die Lissabonner Wachstumsziele. Doch da sich der Wachstumsabstand zu den USA in den letzten fünf Jahren vergrößert hatte, vermied er konkrete Zielvorgaben. Jeder Mitgliedstaat solle eigene nationale Reformprogramme erstellen.

## Ergebnisse
Der Schlussbericht (SEK (2010 Nr. 114)) der EU-Kommission zur Lissabon-Strategie erschien am 2. Februar 2010. Er stellte fest, dass die Kernziele (Erhöhung der Beschäftigungsquote auf 70 Prozent und der Investitionen für Forschung und Entwicklung auf 3 Prozent) deutlich verfehlt wurden. Die Beschäftigungsquote stieg von 62 Prozent im Jahr 2000 auf 66 Prozent in 2008; der Anteil der Investitionen für Forschung und Entwicklung von 1,82 Prozent (2000) auf nur 1,9 Prozent (2008). Einschränkend wird darauf hingewiesen, dass im gleichen Zeitraum die EU von 15 auf 27 und die Eurozone von 12 auf 16 Mitgliedstaaten erweitert wurde. Außerdem erhöhte sich die Arbeitslosigkeit in Folge der Weltwirtschaftskrise ab 2007; Konsolidierungsmaßnahmen aus 20 Jahren wurden zunichtegemacht.
Die Ziele der Lissabon-Strategie werden in der 2010 verabschiedeten Nachfolge-Strategie „Europa 2020“ weiterverfolgt.

## Kritik
Aus dem stark betroffenen Bildungsbereich wird Kritik an den Grundsätzen der Strategie geäußert.
- Die Offene Methode der Koordinierung wird als intransparent und undemokratisch bezeichnet und als Aufweichung des Prinzips der Gewaltentrennung (Exekutive/Die Regierungschefs übernehmen Aufgaben der Legislative).
- Der EU wird vorgeworfen, mit der Strategie in Bereiche vordringen zu wollen, in denen sie gemäß ihrer Konstitution keine Kompetenzen besitze (dies sei insbesondere Bildung).
- Es wird eine Instrumentalisierung der Bildung für kurzfristige, ausschließlich wirtschaftspolitische Zwecke befürchtet.
- Von Ländern außerhalb der Union kommt ebenfalls Kritik, da die Strategie auch Nicht-EU-Länder massiv betrifft und sie ein aggressiveres Vorgehen gegenüber Nichtmitgliedern forciere (z. B. im Papier des Schweizerischen Studierendenverbandes[5]).

## Vordenker der Lissabon-Strategie
Zeitgenössische Wissenschaftler, auf deren Arbeiten die Lissabon-Strategie aufbaut bzw. die an ihrer Erstellung oder der wissenschaftlichen Begleitung und Adaption beteiligt waren und sind, sind u. a.
- Maria João Rodrigues (Lissabon, Portugal; Hauptautorin und Koordinatorin des Lissabonner Gipfels)*
- Robert Boyer (Paris, Frankreich)*
- Manuel Castells (Berkeley, California, USA / Barcelona, Spanien)*
- Benjamin Coriat (Paris, Frankreich)*
- Anthony Giddens (London, England / Santa Barbara, California, USA)
- Wolfgang Drechsler (Tallinn, Estland / Marburg, Deutschland)*
- Christopher Freeman (Sussex, England)
- Bengt-Ake Lundvall (Aarhus, Dänemark)*
- Pier-Carlo Padoan (Rom, Italien)*
- Carlota Perez (Cambridge, England / Tallinn, Estland)
- Luc Soete (Maastricht, Niederlande)*

(*) Mitglied der Lisbon Agenda Group

## Schlüsselkonzepte der Lissabon-Strategie
Schlüsselkonzepte der Lissabon-Strategie sind u. a.
- Wissensgesellschaft
- Innovation
- Techno-Ökonomische Paradigmen
- Technology Governance
- Offene Methode der Koordinierung